# Jim Marrs
Pour les articles homonymes, voir Texe Marrs.
Jim Marrs, né le 5 décembre 1943 à Fort Worth (Texas) et mort le 2 août 2017 à Springtown (Texas), est un essayiste américain et théoricien du complot.

## Biographie
Son best-seller Crossfire: The Plot That Killed Kennedy a servi de base pour le scénario du film JFK sur l’assassinat du président John F. Kennedy, dont il fut consultant auprès du réalisateur Oliver Stone.
Il a publié de multiples ouvrages, faisant souvent la part belle aux théories du complot, que ce soit sur l’assassinat de Kennedy ou sur les attentats du 11 septembre 2001. Il a aussi apporté ouvertement son soutien à l’auteur négationniste Eric Williams et a parfois été à la limite de l’antisémitisme dans certains de ses ouvrages.

## Œuvres

### Livres
- (en) The Terror Conspiracy: Deception, 9/11 and the Loss of Liberty (2006) (version augmentée et actualisée de The War On Freedom),  (ISBN 978-1-932857-43-6)
- (en) Inside Job: Unmasking the 9/11 Conspiracies (2004) (première partie de The War On Freedom plus quelques appendices non inclus dans d'autres livres),  (ISBN 978-1-57983-013-7)
- (en) The War On Freedom (2003),  (ISBN 978-0-9727131-1-5)
- (en) Psi Spies (2002),  (ISBN 978-0-9727131-0-8)
- (en) Rule by Secrecy: The Hidden History That Connects the Trilateral Commission, the Freemasons, and the Great Pyramids (2001),  (ISBN 978-0-06-093184-1)
- (en) Alien Agenda: Investigating the Extraterrestrial Presence Among Us (2000),  (ISBN 978-0-06-095536-6)
- (en) Crossfire: The Plot That Killed Kennedy (1989) (n° 5 catégorie non-fiction du classement des best-sellers du New York Times, février 1992),  (ISBN 978-0-88184-648-5)

### Vidéos
- Safespace 2006
- Interview de Jim Marrs : Fastwalkers 2006
- Lecture at Allen Public Library — Allen Texas, November 20, 2013
- Ancient Aliens and the New World Order — Writer, Host, and Star, 15 November 2014
- Dr. Grover Proctor Lecture with Jim Marrs Guest Speaker at 58:00 — Allen Texas, November 2015

### Audio
CD
- 16 Questions[3]

### Interviews en radio
- Binnall of America - Part 1 et Part 2 - 17 septembre 2005
- Binnall of America - Part 1 et Part 2 - 10 septembre 2005